# La estructura de la acción social
La Estructura de la Acción Social es un libro de 1937 del sociólogo Talcott Parsons.
En 1998 la Asociación Sociológica Internacional listó el trabajo como el noveno libro sociológico más importante del siglo XX, detrás de Jürgen Habermas' con La Teoría de Acción Comunicativa (1981) y delante de La Presentación de Self en Vida Diaria (1956) de Erving Goffman. El objetivo principal es desarrollar un marco teórico unificado para la comprensión de la acción social humana. Parsons busca superar las divisiones teóricas existentes en la sociología de su tiempo.El libro argumenta que la acción social debe entenderse como un proceso voluntario, orientado por fines, y condicionado por normas y valores sociales. Parsons introduce conceptos clave como el acto unidad, que es el elemento básico de la acción, compuesto por un actor, un fin, una situación y una orientación normativa.
Además, Parsons explora la importancia de los sistemas sociales, las normas, los valores y la internalización en la configuración de la acción individual y la cohesión social. Su trabajo sentó las bases para el desarrollo del funcionalismo estructural, una perspectiva teórica dominante en la sociología durante gran parte del siglo XX, que concibe a la sociedad como un sistema complejo cuyas partes trabajan juntas para promover la solidaridad y la estabilidad.